# Michael Schoeffling
Michael Earl Schoeffling (* 10. Dezember 1960 in Wilkes-Barre, Pennsylvania) ist ein ehemaliger US-amerikanischer Schauspieler.

## Leben und Karriere
Schoeffling war als Jugendlicher ein begabter Wrestler und nahm unter anderem an den Wrestling-Jugendweltmeisterschaften in München 1978 teil, wo er mit seiner Mannschaft im Freistilringen eine Goldmedaille errang. Nach seinem Abschluss an der Cherokee High School in New Jersey studierte er die Sieben Freien Künste an der Temple University. In den 1980er-Jahren arbeitete er als Model, unter anderem für das Magazin GQ und den Fotografen Bruce Weber, letzterer galt als sein Entdecker. Die Modeljobs halfen auch dabei, sein Schauspielstudium am Lee Strasberg Theatre and Film Institute in New York zu finanzieren.
Schlagartig bekannt wurde der damals 23-jährige Schoeffling durch die Teenagerkomödie Das darf man nur als Erwachsener (1983) von John Hughes, in der er als beliebter Highschool-Schüler Jake Ryan Molly Ringwalds Hauptfigur den Kopf verdreht. In den USA erreichte seine Figur eine ikonische Wirkung im Bereich des Teenagerfilms, so schrieb die Washington Post noch im Jahr 2004, Jake Ryan stehe bis heute als die Definition eines scheinbar unerreichbaren Traumtypen. Nach diesem ersten größeren Kinoauftritt erhielt er in den 1980er-Jahren eine Reihe wichtigerer Filmrollen, meist als Objekt der Attraktion der weiblichen Hauptfigur. 1985 wirkte er neben Matthew Modine an Crazy for You, einem weiteren bekannten Highschoolfilm, mit. Anschließend wandte er sich zunehmend dem Erwachsenenfach zu, beispielsweise in Stuart Rosenbergs Actionfilm Holt Harry raus! (1986) und in Norman Renés Aids-Filmdrama Freundschaft fürs Leben (1989). Im Jahr 1990 übernahm er neben Cher in Meerjungfrauen küssen besser die Rolle eines Schulbusfahrers, in den sich Winona Ryders Figur verliebt.
Sein letzter Film war Das Herz einer Amazone, in dem er an der Seite von Gabrielle Anwar die männliche Hauptrolle übernahm. Mit gerade 30 Jahren zog er sich von der Schauspielerei zurück, ein Grund soll gewesen sein, dass er das Filmgeschäft als junger Familienvater für beruflich zu unsicher empfand. Seitdem hat er sich außergewöhnlich vollumfassend aus dem Dasein als Person des öffentlichen Lebens zurückgezogen, so erfolgten trotz Anfragen keine Interviews oder sonstigen Auftritte mehr. Nach spärlichen Informationen führt er ein Geschäft in Pennsylvania, wo er handgemachte und selbstentworfene Möbel verkauft. Er und seine Frau Valerie Robinson, ein ehemaliges Model, haben zwei Kinder.

## Filmografie
- 1984: Die Zeit verrinnt, die Navy ruft (Racing with the Moon)
- 1984: Das darf man nur als Erwachsener (Sixteen Candles)
- 1985: Crazy for You (Vision Quest)
- 1985: Mein Freund das Wildpferd (Sylvester)
- 1986: Der Hitchhiker (The Hitchhiker; Fernsehserie, Folge Dead Man's Curve)
- 1986: Belizaire – Der Cajun (Belizaire the Cajun)
- 1986: Holt Harry raus! (Let's Get Harry)
- 1989: Großstadtsklaven (Slaves of New York)
- 1989: Freundschaft fürs Leben (Longtime Companion)
- 1990: Meerjungfrauen küssen besser (Mermaids)
- 1991: Das Herz einer Amazone (Wild Hearts Can't Be Broken)